# Quia Emptores
Quia Emptores или Третий Вестминстерский статут — статут, утверждённый королём Англии Эдуардом I в 1290 году, установивший фактический запрет на субинфеодацию, но зато разрешал свободную продажу земли на условиях субституции, то есть таким образом, чтобы покупатель становился непосредственным держателем главного лорда феода, от которого раньше держал тот, кто продал землю. Это означало, что мелкие и средние держатели, выйдя из зависимости от крупных феодалов, становились непосредственными вассалами их верховного сеньора — короля.. Получил название по первым словам своего текста Quia Emptores («Потому что покупатели»).
Задачей данного статута, вместе с другим английским статутом Quo Warranto, было уладить земельные споры и финансовые проблемы, связанные с этими спорами, причиной которых стал упадок феодализма в Англии в Средние века.
Кроме того, статут подтверждал содержание ранее выпущенного статута 1279 года, по которому запрещалось продавать или каким-либо иным образом передавать земельные угодья в «мертвые руки» церкви. Такая передача могла повлечь за собой абсолютное исключение земли из феодального оборота, в связи с тем, что ни прежний собственник (лорд), ни король, в случае отсутствия наследников у собственника, не могли рассчитывать на её возвращение в оборот.
Дальнейшее расширение правомочий феодальных владельцев земли привело к утверждению самой перспективной форме свободного держания в феодальном праве Англии — estate in fee simple. Данная форма являлась наиболее полной по составу прав собственника и наиболее близка к современному пониманию частной собственности. Основным отличием данной формы держания от частной собственности является то, что земля в случаях отсутствия наследников не становилась выморочной, а переходила к прежнему собственнику (лорду) или его потомкам, даже самым дальним. Данное положение сохранялось в Англии довольно долго — до принятия в 1925 году Закона о собственности.
Выдержка из статута:

И если кто-нибудь продаст часть своих земель и держаний, то получивший их в качестве феода будет держать их непосредственно от главного лорда; и сейчас же на него налагаются все те повинности, которые следуют с этих земель (главному) лорду; причем в этом случае в пользу главного лорда должна идти и та часть повинностей, которую должен был бы ранее получать продавец феода.